# Blanda
Blanda (detta poi Blanda Julia) è stata un'antica città enotria, lucana e romana situata sul colle Palècastro nel territorio del comune di Tortora, in provincia di Cosenza.

## Fonti storiche

### Fonti letterarie
Di Blanda ne parla Plinio ne la sua Naturalis historia. Nel III libro scrive:
(Plinio il Vecchio, Historia Naturalis, libro III, 72)
Curiosamente Plinio colloca la città nel Bruzio, indicandola tra le terre degli Osci, ma il naturalista badava principalmente a raccogliere nella sua opera i nomi dei luoghi e non la loro esatta collocazione.
Tolomeo, nella sua Geografia, pone la città di Blanda nell'interno della Lucania, nelle vicinanze di Potentia.
Tito Livio, parlando della guerra contro i Cartaginesi, elenca delle città espugnate dal console Quinto Fabio, tra cui Blanda:
(Tito Livio, Ad urbe condita libri, libro XXIV, 20,5)
Blanda appare, oltre che nella Tavola Peutingeriana, come statio nell'Itinerario antonino e negli Itineraria dell'Anonimo Ravennate e di Guido Pisano.
(Guido Pisanus, Geografica, 74.)
La città viene infine ricordata in alcune epistole di papa Gregorio Magno.

### Fonti epigrafiche
Blanda è citata in alcune iscrizioni ritrovate nelle vicinanze di Tortora, in una delle quali è ricordata con l'appellativo di Julia.

## Storia di Blanda
L'origine dell'insediamento sul colle Palestro o Palècastro risale alla metà del VI secolo a.C., quando gli Enotri iniziarono la loro opera di «colonizzazione indigena della costa», provenienti probabilmente dal Vallo di Diano. La loro presenza sul territorio è stata accertata dal ritrovamento di 38 tombe con corredi funerari enotri, da una stele litica, oltre che dal nucleo originale dell'abitato.
Alla metà del secolo successivo l'insediamento fu abbandonato, forse a causa di un terremoto.
Nel IV secolo a.C. il colle Palècastro viene assoggettato dai Lucani, che ricostruirono il villaggio, fortificandolo con una cinta muraria. Con i Lucani l'abitato prende in nome di Blanda. Si costituì una necropoli nella zona tra San Brancato e il Palècastro stesso.
L'abitato lucano ha lasciato una grande quantità di materiali ceramici, oggi esposti presso la mostra archeologica di Tortora.
La Blanda lucana fu uno dei referenti costieri degli insediamenti sparsi lungo la valle del Noce.
Nel III secolo a.C., Blanda si spopolò in seguito alle guerre romane contro Annibale. Secondo il racconto di Tito Livio la città fu espugnata dal console Quinto Fabio Massimo nel 214 a.C., per poi divenire, dopo un secolo di vita stentata, colonia romana nel I secolo a.C.
Dopo un terremoto che distrusse la città intorno al 70 a.C., i Romani ricostruirono l'abitato, edificandovi un foro con basilica e tre templi dedicati alla Triade Capitolina e collegando le abitazioni con strade ortogonali, riportate alla luce dai recenti scavi archeologici. Si istituì anche un duunvirato.
In età augustea la città viene elevata a Municipium, e continuò il duunvirato. Al nome venne aggiunto l'aggettivo Julia in onore di Augusto.
Blanda non fu comunque una grande città, edificata su appena 5 ettari di terreno, non fu un centro di popolamento, bensì un centro amministrativo e giudiziario che controllava un territorio abbastanza vasto e con annesso litorale.
La città era servita d'acqua da un complesso sistema approvvigionamento idrico, fatto di cisterne nelle case e fontane sorgive a polla, i cui resti sono oggi stati interrati sotto il percorso della Strada statale 18 Tirrena Inferiore.
La città prosperò fino al V secolo, quando fu saccheggiata e distrutta, forse dai Vandali. L'abitato sul colle Palècastro fu definitivamente abbandonato, ma la comunità blandana rimase unita si stabilì lungo la dorsale della valle della Fiumarella di Tortora, creando un abitato che continuò a chiamarsi Blanda Julia.
Divenuta sede vescovile, la nuova città disponeva di una grande chiesa, sita nella zona di San Brancato, a pianta centrale con ingresso ad ovest e tre absidi, circondata da sepolture, sorta tra il VI e il VII secolo. Nel 592 Blanda subì un'incursione longobarda, e la sede episcopale dovette essere ripristinata dal vescovo Felice di Agropoli, su preciso mandato di papa Gregorio Magno. Nel 601 fu vescovo di Blanda un certo Romano, come ne attesta la sua presenza al Sinodo Romano. Nel 649, anno in cui si svolse il Sinodo Romano, continuò ad essere sede vescovile, come dimostra la presenza del suo vescovo Pasquale. Nell'VIII secolo Blanda passò in mano ai Longobardi. La chiesa continuò ad essere frequentata fino al XII secolo.
Il nuovo abitato di Blanda fu invece abbandonato intorno al X secolo, quando la popolazione si raccolse intorno al Castello delle Tortore, roccaforte longobarda, dando origine all'abitato detto, in onore dell'antica città, Julitta, oggi Tortora.

### La diocesi
Blanda fu antica sede di diocesi, come ricordato nelle epistole papali.

## La ricerca del sito
Nel XVII secolo Camillo Pellegrino fu il primo ad identificare la città perduta con Maratea, ipotesi che fu criticata da Luca Mandelli nell'opera Lucania Sconosciuta (tuttora inedita), in cui si trova scritto:
(Luca Mandelli, Lucania Sconosciuta, parte II)
Questa identificazione fu ripresa nel secolo successivo da Placido Troyli e Domenico Romanelli:
(D. Romanelli)
Ma nello stesso XVIII secolo Gabriele Barrio è certo di vedere l'antica Blanda nell'attuale Belvedere Marittimo, tesi sostenuta anche Carlo Troia, ma aspramente criticata da Giuseppe Del Re:
(G. Del Re, Almanacco della Basilicata per l’anno 1824, pag. 128)
Nel XIX secolo Andrea Lombardi e Nicola Corcia continuano ad individuare l'antica città nei pressi di Maratea, ma sono i primi a motivare la netta distinzione tra la città attuale e Blanda, collocando questa nell'agro della cittadina lucana, nei pressi di Santavenere.
Questa tesi fu mantenuta fino al 1891, quando lo storico Michele Lacava identificò definitivamente il sito di Blanda, collocandola nei pressi di Tortora, dove si recò in prima persona per le ricerche archeologiche:
(Michele Lacava, Del sito di Blanda, Lao e Tebe Lucana, 1891, pag. 17)
Dopo gli scritti di autori come Theodor Mommsen, Heinrich Nissen e Amedeo Maiuri, che sostennero il Lacava, gli scavi archeologici condotti da Gioacchino Francesco La Torre hanno inequivocabilmente confermato la localizzazione di Blanda.

## Il sito archeologico
Scavi e ricerche effettuate in territorio di Tortora nelle località di San Brancato e Palècastro da Gioacchino Francesco La Torre per conto della Soprintendenza per i Beni Archeologici della Calabria hanno definitivamente e inequivocabilmente individuato il sito di Blanda, città prima enotria, poi lucana e successivamente romana, nelle due contrade citate. In particolare a San Brancato sono state portate alla luce oltre 120 tombe enotrie e lucane con ricco corredo costituito soprattutto da vasi di varie dimensioni di fattura italica con qualche pezzo di importazione da colonie magno-greche; sul colle Palècastro, dove era già in evidenza una possente cinta muraria, è stato indagato un centro abitato romano, datato I secolo a.C. - V secolo d.C., con tre tempietti, un foro (dove è stato rinvenuto anche un plinto calcareo piedistallo di un monumento commemorativo con iscrizione latina del I secolo dedicatoria al duunviro M. Arrio Clymeno, due vie intersecantisi ad angolo retto e varie insulae con abitazioni civili; ai piedi del colle è stata messa in evidenza la parte inferiore di un mausoleo monumentale.

### I reperti
Oggi i ritrovamenti dell'antica città di Blanda possono essere ammirati nella mostra perenne "Archeologia per Tortora: frammenti dal passato", sita nel palazzo Casapesenna a Tortora Centro-Storico.